# Fawaaz Basadien
Fawaaz Basadien (23 dicembre 1996) è un calciatore sudafricano, difensore o centrocampista del M. Sundowns e della nazionale sudafricana.

## Caratteristiche tecniche
Abile terzino sinistro, può ricoprire anche il ruolo di esterno e ala sinistra.

## Carriera

### Club
Dopo il debutto nel Milano United, si è trasferito per una stagione nella squadra C del Cape Town City. Successivamente si è trasferito all'Ubuntu Cape Town e Steenberg United.
Nel 2020 è stato acquistato dal Moroka Swallows, con il quale ha esodito nella Premier Division 2020-21.
Dopo aver ottenuto la salvezza Premier Division grazie alla vittoria del play-out, si è trasferito allo Stellenbosch, con il quale ha siglato un contratto valido per le successive due stagioni.
Con gli Stellies, nel 2023 ha vinto la Carling Black Label Cup. A metà della stagione 2023-2024, ha prolungato il suo contratto con lo Stellenbosch.
Dopo tre stagioni passate a Stellenbosch, di cui l'ultima terminara con 46 presenze ufficiali, 7 gol e 8 assist tra campionato e coppe, il 26 luglio 2025 viene formalizzato il suo acquisto da parte delM. Sundowns, per una cifra compresa trai 20 e 25 milioni di rand sudafricani (circa 1 milione di euro).

### Nazionale
Ha esordito con la nazionale sudafricana il 15 novembre 2024, subentrando ad Aubrey Modiba, nella vittoria per 2-0 contro l'Uganda, valida per le qualificazioni alla Coppa delle nazioni africane 2025.